# Christiana (Jamaica)
Christiana é um assentamento na Jamaica.